# Radiologia domiciliare
Con radiologia domiciliare si intendono tutte quelle procedure atte ad effettuare esami di tipo radiologico al domicilio del paziente o quantomeno in una struttura non ospedaliera o ambulatoriale.
In Italia, questo tipo di servizio viene offerto ad oggi quasi esclusivamente da enti privati, fanno eccezione l'Associazione Nazionale Tecnici di Radiologia Medica Volontari (sezioni di Messina - 2002) e di Andria (2009) che offrono questo servizio di volontariato collaborando con le ASL locali e L'AOU San Giovanni Battista di Torino e L'ATSV - ONLUS (Associazione Tecnici Sanitari Volontari) che opera gratuitamente su tutto il territorio di Brescia e Provincia.
È importante ricordare che un servizio di radiologia domiciliare è da considerarsi complementare e non sostitutivo rispetto ad un servizio di radiodiagnostica tradizionale in quanto possono essere effettuati al domicilio del paziente solo quegli esami radiografici per i quali le limitazioni tecnologiche non causino una diminuzione della qualità dell'esame stesso (possono essere effettuati al domicilio solo quegli esami che non richiedano l'utilizzo di griglia antidiffusione o di potter-bucky).

## Tipologia di pazienti
I pazienti che potrebbero beneficiare di un servizio di radiologia domiciliare sono:
- Persone affette da patologie polmonari;
- Persone affette da patologie cardiache;
- Persone affette da patologie oncologiche;
- Persone affette da patologie neurologiche;
- Persone affette da patologie osteoarticolari;
- Persone sottoposte ad interventi ortopedici per posizionamento protesi;
- Persone con difficoltà di movimento o non deambulanti;
- Persone disabili;
- Persone infortunate.

È però importante ricordare che un eventuale servizio pubblico di radiologia domiciliare sarebbe destinato esclusivamente a pazienti per i quali il trasporto in ospedale sia oggettivamente difficoltoso, offrire questo servizio gratuitamente a persone in condizioni non critiche sarebbe infatti un importante spreco di risorse.

## Tecnologia
La stazione radiologica mobile con la quale i tecnici di radiologia si recano al domicilio dei pazienti per effettuare le radiografie è composta da un'autovettura, un tubo radiogeno portatile ed un lettore di cassette radiografiche CR di ridotte dimensioni, grazie a queste apparecchiature i tecnici possono recarsi al domicilio del paziente, montare il tubo radiogeno in casa dello stesso collegandolo alla normale presa elettrica, produrre la radiografia ed infine controllarne la qualità grazie al lettore CR montato in vettura.
Possono essere inoltre integrate alcune tecnologie per la teletrasmissione delle immagini, queste permettono di inviare le immagini prodotte direttamente al radiologo refertante in ospedale e di ricevere quindi un referto quasi in tempo reale.